# أنصار المجاهدين
أنصار المجاهدين هي جماعة مسلحة تعمل في باكستان، وتنتمي إلى طالبان باكستان، تقوم الجماعة في الغالب بهجمات ضد القوات المسلحة الباكستانية والسياسيين الباكستانيين. أغلب أعضائها من الأوزبك، ويعملون في شمال وزيرستان.

## أبرز الهجمات
- 16 أكتوبر 2013: مقتل إسرار غاندابور، وزير القانون في خبير بختونخوا.[2]
- 13 أكتوبر 2013: أعلنت الجماعة مسؤوليتها عن الهجوم الانتحاري على قافلة في وانا، وأسفرت عن مقتل اثنين من مسؤولي الأمن.[3]
- 18 ديسمبر 2013: اصطدمت شاحنة محملة بالمتفجرات بمركز أمني كبير في شمال وزيرستان، مما أدى إلى مقتل خمسة جنود وإصابة أكثر من 20 شخصًا.[4]